# Towa no Quon
Towa no Quon (яп. トワノクオン Това но Куон) — японский аниме-сериал, созданный студией Bones и состоящий из 6 коротких фильмов. Режиссёр Такэси Мори, однако формально режиссёром считается Иида Уманосукэ, который незадолго до смерти начал работать над фильмами. Релиз первого фильма состоялся 18 июня 2011 года, последний — 26 ноября 2011 года. Аниме-сериал был лицензирован компанией Sentai Filmworks на территории США.

## Сюжет
Действие происходит в будущем. Среди людского рода начали рождаться люди со сверх-способностями и получили название — пробудившиеся. За ними однако охотится тайная организация Кестос, которая призвана сохранять порядок в человеческом обществе, считая пробудившихся потенциально опасными, они ищут их и уничтожают. Пробудившимся может оказаться любой человек. Им помогает молодой парень (которому уже более 1000 лет) по имени Куон, он же сильнейший из пробудившихся, и главная его цель — объединить всех его сородичей, создав новый и более совершенный мир.

## Список персонажей
Куон Мидути (яп. クオン) — главный герой, живёт уже более 1000 лет, родился в деревне, которая стала первым домом для пробудившихся. Стал свидетелем, как его семью убили. Его младший брат Това был запечатан в кристалл, известный как Намида Токицу и так Куон приобрёл бессмертие. Однако он не помнил этих событий, пока не очнулся у Каннадзуки. Он стремится помочь всем пробудившимся. Может трансформироваться в боевую форму и в отличие от других пробудившихся может управляет несколькими видами силы, такие как. супер скорость, управление металлом и водой, природой и способность к восстановлению. В 6-м фильме Куон пробуждает в себе полноценную форму и одерживает победу над Камисиро, однако жертвует своим бессмертием.
Сэйю: Хироси Камия
Юри Акацуки (яп. ユリ) — она лучший друг Куона и пробудившаяся. Очень кокетливая и заботится о своей внешности. Хотя не является эгоцентричной и помогает своим друзьям в случае необходимости. Обладает повышенной скоростью, но может пользоваться ей не более 20 минут до утомления. Носит специальный костюм, чтобы защитить кожу от сыпи, которая образуется от высокой скорости. Испытывает нежные чувства к Куону.
Сэйю: Рёко Сираиси
Кири Ёгасаки (яп. キリ) — молодая девушка — пробудившийся. Имеет власть над голосом. Может также исцелять или уничтожать. Степень её силы зависит от эмоций, которые она испытывает на данный момент. Родители Кири погибли во время пожара и теперь она живёт с своей бабушкой.
Сэйю: Саори Хаями
Тэй Рюмондзи (яп. テイ) — она очень скромная и обращается к Куону с приставкой -сама, что значит знак уважения. Она обладает телепатическими способностями и может общаться с другими людьми на дальние расстояния. Но если её сила выйдет из под контроля, то она начнёт сеять хаос в человеческие души. В четвёртом фильме есть намёки на то, что Тэй питает романтические чувства к Куону, тем не менее дизайнер персонажей Тосихиро Кавамото и продюсер Макото Ватанабэ опровергли эту версию, объяснив, что отношения между данными героями являются чисто платоническими во время интервью по радио.
Сэйю: Каори Надзука
Миу Мисаки (яп. ミウ) — молодая девушка, которая очень любит животных и всегда носит при себе блокнот и карандаш для черчения. Может общаться с животными и постоянно находится в их окружении. Она носит ограничитель сил, который позволяет ей общаться на человеческом языке, так она обычно разговаривает на животном языке.
Сэйю: Тиаки Омигава
Такао Сэмба (яп. タカオ) — он самодовольный, умный и ленивый. Всегда критикует Куона за его бесконечные попытки спасти всех пробудившихся от людей, несмотря на это, уважает его. Он может телепортироватся, но вызывая побочные эффекты, например ранит себя или ещё хуже, ломает кость, поэтому он крайне редко использует свои возможности.
Сэйю: Мию Ирино
Рё Сакамаки (яп. リョウ) — очень умный и всегда поддерживает Куона. Он способен силой мысли управлять техникой, проникать в компьютерную сеть, телеканалы, отключать системы безопасности, в основном с целью предотвращения шпионажа со стороны охотников на пробудившихся.
Сэйю: Тацухиса Судзуки
Юма Кадзуи (яп. ユーマ) — молодой и наивный мальчик. Когда он впадает в ярость, то его тело превращается в подобие голиафа, он также в такой форме управляется энергетическими шарами, которые надо направлять в сторону агрессора. Шар при контакте с объектом образует взрыв и кратер на его месте. Благодаря Куону он учится контролировать свою силу и позже научился создавать барьеры.
Сэйю: Микако Комацу
Сун Кадзами (яп. 風見瞬) — он член Кастоса, назначенный Эпсилоном. Раньше был добрым и наивным человеком, но стал мрачным после прохода в армию WTOC. Раньше посещал среднюю школу с младшей сестрой. Но после того, как у него пробудились силы огня, он бессознательно уничтожает сестру и родителей. Убитый горем он согласился работать на WTOC. Сун внушил себе, что не он убил его семью, а другой пробудившийся и поэтому поставил перед собой цель уничтожить их всех. Позже однако к нему возвращаются настоящие воспоминания и он добровольно присоединяется Куону с целью защиты пробудившихся от Кастосов. В конце он жертвует собой, чтобы спасти Тэя и других от Кастосов. Его последние слова были: «человеческие возможности безграничны».
Сэйю: Кёсукэ Ториуми
Това (яп. トワ) — младший брат Куона, 1000 лет назад они оба верили, что их силы предназначены для защиты любимых людей. Был заточён в кристалл. В 6-м фильме Това признается что заточил истинную силу Куона, после этого он высвобождает силу своего брата. Погибает после того как Куон побеждает Гэндзи Камисиро.
Сэйю: Хироки Симовада
Гэндзи Камисиро (яп. 上代源治) — глава организации Кастос и бессердечный человек, главной целью которого является захват и убийство всех пробудившихся. Тем не менее он сам является пробудившимся, который может захватывать силу других, и сам её использовать, так он решил установить мировое господство. В конце выясняется, что он хотел, набрав достаточно сил, превратить всех людей в пробудившихся, и для этого он долгое время охотился он других, чтобы вобрать в себя достаточно сил. Он терпит поражение от Куона и из-за того, что вбирает в себя слишком много сил, теряет свои способности.
Сэйю: Синъитиро Мики

## Список фильмов
1. Fleeting Petals (яп. 泡沫の花弁 Utakata no Kaben) (Вечность Вечного 1: Мимолётные лепестки) — 18 июня 2011 года
2. Wild Dance of Chaos (яп. 混沌の蘭舞 Konton no Ranbu) (Вечность вечного 2: Орхидея в танце Хаоса) — 16 июля 2011 года
3. Never ending Crime (яп. 夢幻の連座 Mugen no Renza) (Вечность вечного: Общие грёзы) — 13 августа 2011 года
4. Crimes in a Blank Dream (яп. 紅蓮の焦心 Guren no Shoushin) (Вечность вечного: Багровая тревога)- 10 сентября 2011 года
5. Heroic Return (яп. 双絶の来復 Souzetsu no Raifuku) (Вечность вечного: Возвращение героя)- 5 ноября 2011 года
6. Eternal Eternity (яп. 永久の久遠 Towa no Quon) (Вечность вечного 6) — 26 ноября 2011 года